# Gornja Stara vas
Gornja Stara vas je naselje v Občini Škocjan.